# Кимберли (Британска Колумбија)
Кимберли (Британска Колумбија) (енгл. Kimberley) је град у Канади у покрајини Британска Колумбија. Према резултатима пописа 2011. у граду је живело 6.652 становника.

## Становништво
Према резултатима пописа становништва из 2011. у граду је живело 6.652 становника, што је за 8,4% више у односу на попис из 2006. када је регистровано 6.139 житеља.
| 2006. | 2011. |
| ----- | ----- |
| 6.139 | 6.652 |